# Raquel Felgueiras
Raquel Maria Reis Felgueiras (nascida em 1 de fevereiro de 1980) é uma ex-nadadora portuguesa, que se especializou em eventos de natação de estilo borboleta. Ela segurava um recorde de longo-curso português nos 200 m borboleta, até que foi quebrado por Sara Oliveira em 2008 (2:10.14). Felgueiras é um ex-membro do Sporting Clube de Braga, e é treinada por longo tempo pelo treinador e mentor, José Manuel Borges.
Felgueiras fez sua estreia Olímpica, como nadadora feminina de Portugal, em 2000 nos jogos Olímpicos de Verão em Sydney, onde ela concorreu em mulheres de 200 m borboleta. Nadando na bateria dois, ela pegou um quinto lugar e o vigésimo sétimo da geral 0.72 de segundo atrás da Ucrânia Zhanna Lozumyrska em 2:15.19.
Nos jogos Olímpicos de Verão de 2004 em Atenas, Felgueiras qualificou-se novamente para os 200 m borboleta por eclipsar uma FINA B-corte de 2:13.08 do Campeonato Europeu em Madrid. Ela desafiou outros sete nadadores na mesma bateria como Sydney, incluindo as favoritas da medalha Éva Risztov, da Hungria. Ela correu para o sexto lugar pelo 0.54 de um segundo atrás de Risztov o companheiro de equipa de Beatrix Boulsevicz, correspondente à sua melhor marca pessoal e o tempo de entrada de 2:13.08. Felgueiras não conseguiu avançar para as semifinais, como ela ficou em vigésimo geral nas preliminares.